# グウィディア男爵
グウィディア男爵（英語: Baron Gwydyr）は、かつて存在したイギリスの男爵位。1796年に第2代準男爵サー・ピーター・バレルが叙されたが、1915年に廃絶した。 

## 歴史

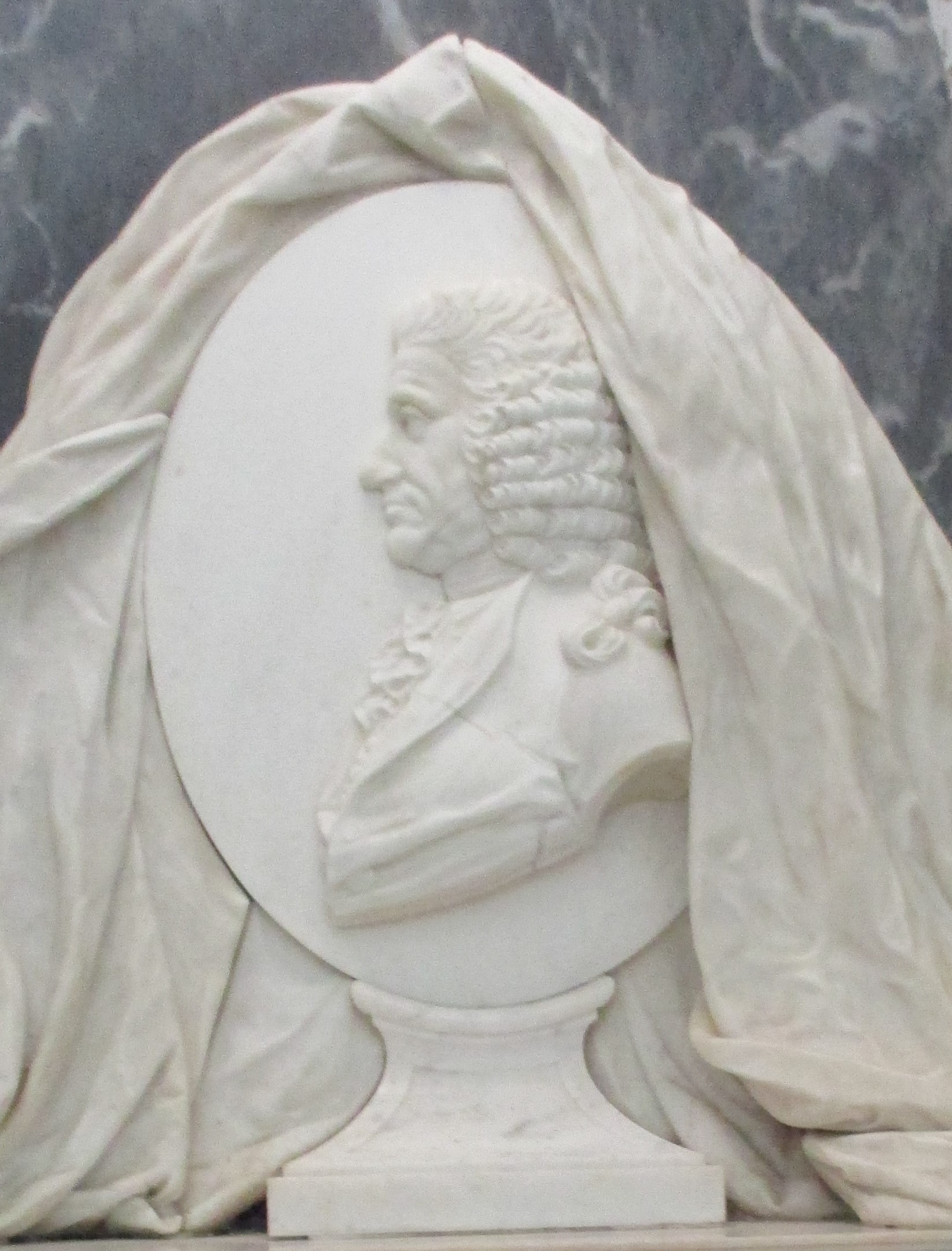
初代準男爵の記念碑

イングランド銀行総裁を務めたサー・メリック・バレル(1699-1787)は、1766年7月5日にグレートブリテン準男爵位の(サセックス州ウェストグリンステッド・パークの)準男爵(Baronetcy, of West Grinstead Park in the County of Sussex)に叙せられた。 
この準男爵位には、初代準男爵の兄ピーター(1692–1756)の子孫にも相続を認める特別継承権が付されていた。初代準男爵が1787年に子供のいないまま死去すると、兄の孫にあたるピーターが準男爵位を相続した。 
2代準男爵ピーター(1754-1820)は、アンカスター＝ケスティーヴン公爵家令嬢のプリシラと結婚した。その後、彼は1796年6月16日にグレートブリテン貴族としてカーナヴォン州グウィディアのグウィディア男爵(Baron Gwydyr, of Gwydyr in the County of Carnarvon)に昇叙した。彼の妻は式部卿を世襲するアンカスター伯爵家の出身であったため、同職を務める彼女を補佐する副式部卿に就任して、実質的な職務を執った。彼が没すると、その長男のピーターが爵位を襲った。 
2代男爵ピーター(1782-1865)は襲爵後の1828年に母の死去に伴って、古いイングランド貴族爵位のウィロビー・ド・アーズビー男爵(Baron Willoughby de Eresby)を継承した。 
3代男爵アルビリック(1821-1870)は父同様に式部卿職を務めたが、生涯未婚であったため、グウィディア男爵位は叔父の息子ピーターが承継した。他方、ウィロビー・ド・アーズビー男爵の爵位は2人の姉クレメンティナ・エリザベスとシャーロット・オーガスタ・アナベラの間で保持者不在となった。(→以降の歴史は、ウィロビー・ド・アーズビー男爵を参照。) 
4代男爵ピーター(1810-1909)は、1837年から1870年にかけて式部卿秘書官(Secretary to the Hereditary Lord Great Chamberlain)を務めた。 
その子である5代男爵ウィロビー(1841-1915)が死去した際に存命の男子がいなかったため、すべての爵位は廃絶した。 
なお、初代男爵の甥にあたるサー・ウィリアム・バレル(1732-1796)は舅より(エセックス州ヴァレンティン・ハウスの)準男爵(Baronet, of Valentine House, in the County of Essex)を相続して、その子孫が現在に至っている。
サセックス州ホヴに位置する瀟洒なアパートメントであるグウィディア・マンションは第2代男爵ピーターに因む。

## 一覧

### (ウェストグリンステッド・パークの)準男爵（1766年）
- 初代準男爵サー・メリック・バレル（英語版） （1699 – 1787）
- 第2代準男爵サー・ピーター・バレル（英語版）（1754 – 1820）（1796年にグウィディア男爵叙爵）

### グウィディア男爵（1796年）
- 初代グウィディア男爵ピーター・バレル（英語版） （1754-1820）
- 第2代グウィディア男爵(第22代ウィロビー・ド・アーズビー男爵)ピーター・ロバート・ドラモンド＝バレル（英語版）（1782–1865）
- 第3代グウィディア男爵(第23代ウィロビー・ド・アーズビー男爵)アルビリック・ドラモンド=ウィロビー （1821-1870）
- 第4代グウィディア男爵ピーター・ロバート・バレル（英語版） （1810-1909）
- 第5代グウィディア男爵ウィロビー・メリック・キャンベル・バレル（英語版） （1841-1915）(1915年にグウィディア男爵位廃絶)